# Vườn quốc gia Namib-Naukluft
Vườn quốc gia Namib-Naukluft là một vườn quốc gia của Namibia trải rộng trên một phần của sa mạc Namib và dãy núi Naukluft. Với tổng diện tích 49,768 km2 (19,216 dặm vuông Anh), Namib-Naukluft là một vườn quốc gia lớn nhất châu Phi và lớn thứ 4 trên thế giới. Khu vực nổi tiếng nhất của vườn quốc gia này là Sossusvlei, đây cũng là điểm thu hút khách tham quan chính ở Namibia.
Nơi đây như một bộ sưu tập nhiều loài sinh tồn trong vùng khí hậu siêu khô hạn như rắn, tắc kè, côn trùng khác thường, linh cẩu, Oryx gazella và chó rừng. Có nhiều sương mù đến từ ngoài khơi Đại Tây Dương hơn so với mưa, nơi đây lượng mưa chỉ có 106 ml/năm chủ yếu tập trung trong các tháng 2 đến tháng 4.
Gió mang sương mù vào đất liền cũng như tạo ra các đụn cát hình tháng, sắc màu cam của cát phản ánh tuổi thành tạo chúng. Màu cam hình thành theo thời gian khi mà sắt trong cát bị oxy hóa giống như kim loại bị gỉ; các đụn cát cổ hơn thì có màu sáng hơn.